# Wozogodzina
Wozogodzina (wzh) – stosowana zwyczajowo w transporcie kołowym jednostka miary czasu zaangażowania środków transportu (wozów) w wykonanie określonych czynności (np. pracy przewozowej), obliczana jako różnica między czasem ich zakończenia a rozpoczęcia, odpowiadająca godzinie – uwielokrotnionej podstawowej jednostce czasu układu SI.
Przykład: 3 pojazdy ciężarowe celem realizacji określonego zlecenia przewozowego wyjechały z bazy o godzinie 7:00 a powróciły do niej o godzinie 20:20.
20:20 (h) – 7:00 (h) = 13 h 20 min
13 h 20 min · 3 wozy = 40 wzh
Ogólny czas zaangażowania pojazdów w realizację tego zlecenia wynosi 40 wozogodzin.
Jednostka wykorzystywana w działaniach statystycznych (w tym w zestawieniach danych eksploatacyjnych rozkładów jazdy w transporcie pasażerskim), rzadziej w ekonomicznych, a także dla potrzeb planowania (szczególnie podziału służb), niekiedy jako punkt odniesienia dla innych obliczeń dotyczących przewozu osób i towarów bądź składowa ich algorytmów.
Jednostka – jako kryterium nieobiektywne i niewspółmierne do kosztów – współcześnie nie znajduje praktycznego zastosowania w rozliczeniach przewoźników ze zleceniodawcami określonych zadań przewozowych, jedynie czasem stosowana jest w charakterze uzupełniającym, np. dla rozliczenia nieefektywnego czasu pracy pojazdu czy w przypadku gdy podstawową jednostką rozliczeniową jest motogodzina (dla maszyn obsługiwanych przez operatora).
Przewoźnicy dla własnych potrzeb kształtują dość swobodne podziały wozogodzin, definiując je zbliżenie do podziału wozokilometrów, jak również jako np. pracy (niekoniecznie oznaczającej równoczesne wykonywanie pracy przewozowej), przerwy, postoju czy też zgodnie z obowiązującymi u danego przewoźnika postanowieniami płacowymi, np. robocze, świąteczne, nocne itp., czym jednak (błędnie) jednostka charakterystyczna dla środków transportu przekształca się w jednostkę opisującą czas pracy ich załóg.